# Americanística
Americanística ou americanismo é o conjunto multidisciplinar de estudos que inclui história, geografia, antropologia, etnografia, sociedade, cultura e arte cujo objeto é a América. O especialista em americanística é chamado de americanista. A palavra americanística pode gerar certa confusão, pois costuma-se confundi-la com americanismo ou, mais, frequentemente com o termo pan-americanismo.
O termo "americanismo" foi cunhado no final do século XIX com a fundação da Société des Américanistes, em 1895, na França. Em seu período inicial, essa entidade definiu o campo de atuação da área de forma bem estreita, limitando-a ao estudo da América apenas até 1492.
Os primeiros americanistas foram os próprios "descobridores" e cronistas das Índias a partir do momento em que tomaram consciência de estarem em um Novo Mundo. Não obstante, muitos dos que participaram das viagens, incluindo o próprio Cristóvão Colombo, morreram acreditando terem chegado à Ásia, apesar das evidências em contrário.